# Rally Costa de Almería de 2014
El Rally Costa de Almería de 2014 fue la 40.ª edición del citado rally, durante el que conmemeraba el quincuagésimo aniversario de la celebración de esta prueba por primera ocasión. Se celebró entre el 21 y 22 de junio de 2014 y contó con un itinerario de ocho tramos cronometrados sobre asfalto. Contó con un coeficiente 5, y fue puntuable para el Campeonato de Andalucía de Rallyes de Asfalto a su vez que para el Campeonato Andaluz de Regularidad en Rallyes. Dio comienzo y terminó en el Paseo de Almería. Contó además con la participación del afamado exportero Santiago Cañizares.

## Itinerario
| Día   | Tramo | Nombre                  | Distancia | Hora  | Ganador          | Tiempo | Líder rally       |
| ----- | ----- | ----------------------- | --------- | ----- | ---------------- | ------ | ----------------- |
| Día 1 | SS1   | Lucainena               | 14 km     | 17:59 | Juan Ángel Ruiz  |        | Juan Ángel Ruiz   |
| Día 1 | SS2   | Benizalón-Benitagla     | 10,13 km  | 19:01 | Juan Ángel Ruiz  |        | Juan Ángel Ruiz   |
| Día 1 | SS3   | Cóbdar-Uleila del Campo | 20,68 km  | 19:30 | Jose Luis Fuente |        | Juan Ángel Ruiz   |
| Día 1 | SS4   | Benizalón-Benitagla     | 10,13 km  | 21:06 | Pedro Cordero    |        | Juan Ángel Ruiz   |
| Día 1 | SS5   | Cóbdar-Uleila del Campo | 20,68 km  | 21:45 | Pedro Cordero    |        | Pedro Cordero     |
| Día 2 | SS6   | Ricaveral               | 11,53 km  | 09:10 | Juan Ángel Ruiz  |        | José Luis Fuentes |
| Día 2 | SS7   | Gádor                   | 8,93 km   | 09:44 | Juan Ángel Ruiz  |        | José Luis Fuentes |
| Día 2 | SS8   | Ricaveral               | 11,53 km  | 11:32 | Germán Leal      |        | José Luis Fuentes |
| Día 2 | SS9   | Gádor                   | 8,93 km   | 12:06 | Germán Leal      |        | Pedro Cordero     |

## Clasificación final
| Pos.   | Piloto                    | Copiloto              | Automóvil                  | Tiempo               | Diferencia |
| ------ | ------------------------- | --------------------- | -------------------------- | -------------------- | ---------- |
| 1.     | Pedro Cordero             | Francisco Fuentes     | Porsche 911 997 GT3 RS 3.6 | 1:18:33,1            | 0.0        |
| 2.     | José María Zapata         | Antonio Pérez         | Renault Clio R3            | 1:20:14,6            | +1:41,5    |
| 3.     | Santiago Cañizares        | José Martín Vallejo   | Mitsubishi Lancer Evo X    | 1:21:12,7            | +2:39,6    |
| 4.     | Francisco Martínez        | Enrique Guisado       | Renault Clio               | 1:22:22,3 (+0:10)    | +3:49,2    |
| 5.     | Francisco M. Molino       | Antonio Martín        | Peugeot 206 XS             | 1:23:02,9            | +4:29,8    |
| 6.     | Juan Ángel Ruiz           | José A. González      | Subaru Impreza WRX STi     | 1:23:17,3            | +4:44,2    |
| 7.     | Manuel Maldonado          | José García Ferri     | Porsche 911 997 GT3 RS 3.6 | 1:23:29,7 (+2:00)    | +4:56,6    |
| 8.     | Juan de León              | Rafael Valverde       | Renault 5 GT Turbo         | 1:23:39,3            | +5:06,2    |
| 9.     | Germán Leal               | Juan Carlos Ruiz      | Citroën Saxo VTS           | 1:24:32,9 (+2:00)    | +5:59,8    |
| 10.    | Adolfo Gutiérrez          | Carlos Castillo       | Renault Clio Sport         | 1:24:53,5            | +6:20,4    |
| 11.    | Nicolás Rodríguez         | Alicia Rodríguez      | Renault Mégane Coupé 16v   | 1:26:27,7            | +7:54,6    |
| 12.    | Adolfo Olmedo             | Pablo Moreno          | SEAT Ibiza 1.8T            | 1:28:39,2            | +10:06,1   |
| 13.    | Javier Díaz               | José Martín           | Citroën ZX 16v             | 1:29:20,1            | +10:47,0   |
| 14.    | José Juan Almodóvar       | Eduardo García        | Renault 5 GT Turbo         | 1:29:34,7 (+1:20)    | +11:01,6   |
| 15.    | Rubén Segura              | Narciso Arcas         | Peugeot 205 Rallye         | 1:32:57,1 (+0:10)    | +14:24,0   |
| 16.    | Antonio Navarro           | Pablo Sánchez         | Peugeot 206 XS             | 1:33:00,9            | +14:27,8   |
| 17.    | Juan Carlos Rodríguez     | Julio José Ortuño     | SEAT Ibiza 1.8T            | 1:33:13,5 (+1:30)    | +14:40,4   |
| 18.    | Carlos Esteban Luna       | Francisco Javier Ruiz | BMW 325i                   | 1:34:13,4 (+0:10)    | +15:40,3   |
| 19.    | Francisco Javier Villegas | Antonio Blas Martín   | Opel Corsa                 | 1:34:41,6            | +16:08,5   |
| 20.    | Sergio Capel              | Antonio Cruz          | Renault Clio Sport         | 1:36:28,6 (+4:00)    | +17:55,5   |
| 21.    | William Rossini           | Francisco Salmerón    | Volkswagen Polo            | 1:40:26,9 (+2:00)    | +21:53,8   |
| 22.    | José Manuel Ramón         | Judith Granados       | Citroën AX                 | 1:44:12,0            | +25:38,9   |
| 23.    | Luis García               | Alejandro Moreno      | Fiat Punto Kit Car         | 1:44:28,7            | +25:55,6   |
| 24.    | Víctor Fernández          | Sergio Martín         | Renault Clio               | 1:47:13,7 (+2:10)    | +28:40,6   |
| Ret    | David Pérez               | Ignacio Ramírez       | Mitsubishi Lancer Evo X    | Salida de pista      |            |
| Ret    | José Luis Fuentes         | Francisco Cruz        | Ford Escort Maxi Kit Car   | Fallo de transmisión |            |
| Ret    | Antonio Maldonado         | Juan Manuel Cruz      | Renault Mégane Coupé 16v   | Rotura               |            |
| Ret    | Rubén Cerezo              | Adrián Cerezo         | Citroën Saxo Kit Car       | Rotura               |            |
| Ret    | Enrique Guisado           | José Luis Rodríguez   | Renault Mégane Coupé 16v   | Retirado             |            |
| Ret    | Francisco Fernández       | Cristóbal Martín      | Renault Clio Sport         | Rotura               |            |
| Ret    | David Martín              | Vicente Ortega        | Renault Clio Sport         | Retirado             |            |
| Ret    | Óscar Viciedo             | Elisabeth Rodríguez   | Renault Clio III RS        | Rotura               |            |
| Ret    | Francisco Javier Martín   | Antonio Pérez         | Renault Clio Williams      | Retirado             |            |
| Ret    | David Marchal             | Alberto Rivera        | Citroën Saxo VTS           | Retirado             |            |
| Fuente |                           |                       |                            |                      |            |